# Acmanthina
Acmanthina là một chi bướm đêm thuộc họ Tortricidae.

## Các loài
- Acmanthina acmanthes  Meyrick, 1931
- Acmanthina albipuncta  Brown, 2000